# Obserwatorium Astronomiczne w Quito

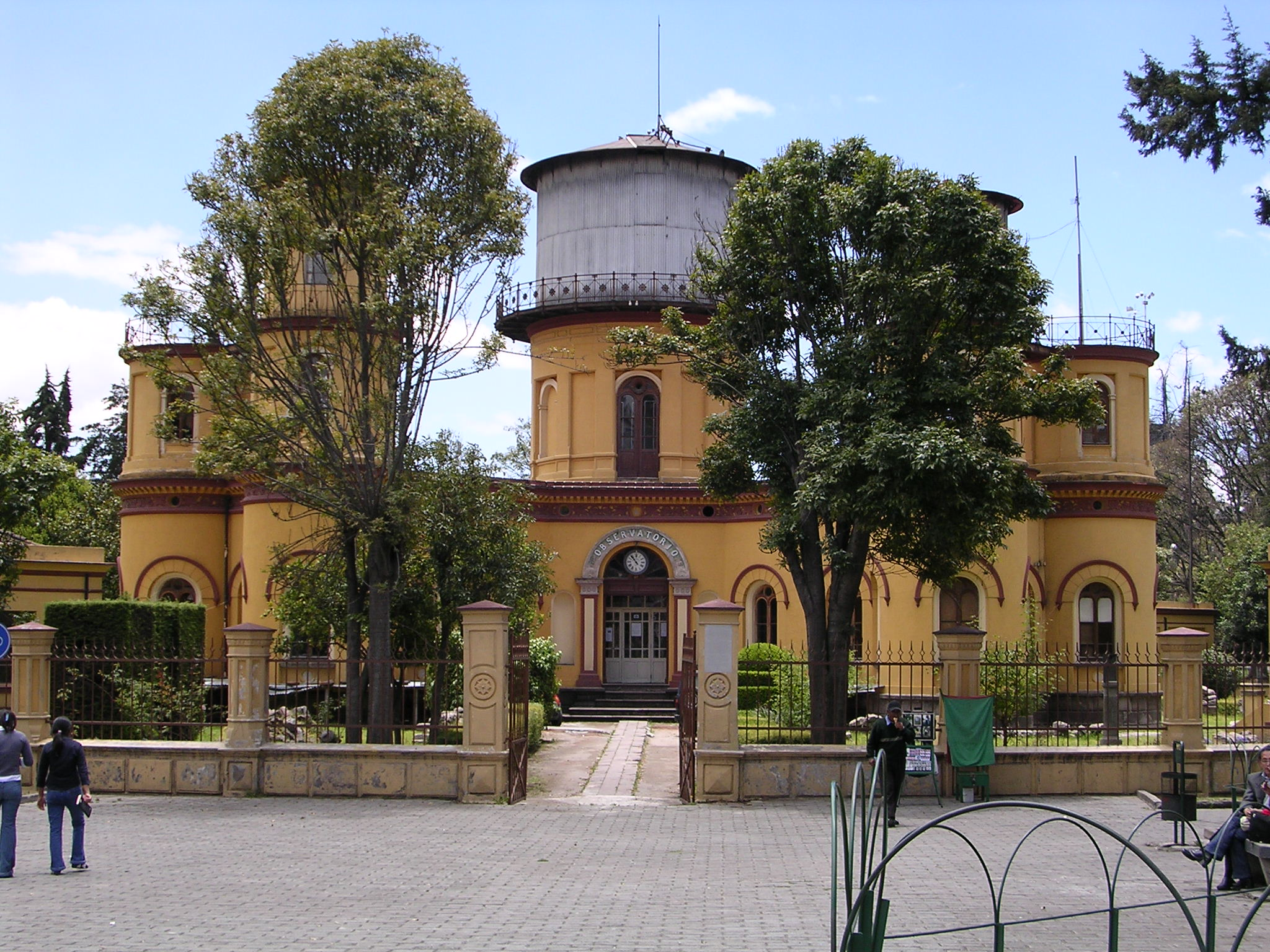
Obserwatorium w Quito

Obserwatorium Astronomiczne w Quito (hiszp. Observatorio Astronómico de Quito – OAQ) – obserwatorium astronomiczne znajdujące się w stolicy Ekwadoru, Quito. Jest jedynym obserwatorium astronomicznym w Ekwadorze oraz jednym z najstarszych w Ameryce Południowej. Należy do Politechniki Narodowej (Escuela Politécnica Nacional). Znajduje się w centrum miasta, w trójkątnym parku La Alameda. Zgodnie z nomenklaturą Międzynarodowej Unii Astronomicznej obserwatorium to otrzymało kod 781.

## Historia

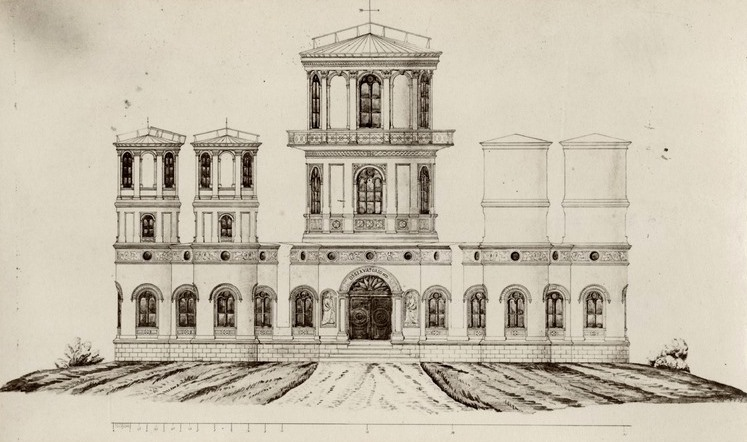
Szkic koncepcyjny Obserwatorium Astronomicznego w Quito (1873)

Obserwatorium zostało założone w 1873 roku. Powstało z inicjatywy ówczesnego prezydenta Ekwadoru Gabriela Garcíi Moreno, który zdawał sobie sprawę, że zaletą lokalizacji w Quito jest bliskość równika oraz duża wysokość nad poziomem morza. Obserwatorium zaprojektował niemiecki jezuita Juan Bautista Menten (jeden ze współzałożycieli Escuela Politécnica Nacional), wzorując się na kilku ówczesnych obserwatoriach europejskich, głównie niemieckim w Bonn. Menten wybrał miejsce pod obserwatorium i zakupił teren, a następnie pokierował budową (prace rozpoczęły się pod koniec 1872 roku). Został też jego pierwszym dyrektorem, funkcję tę sprawował do 1883 roku. Obserwatorium, choć jeszcze nie w pełni ukończone, stało się funkcjonalne w 1877 roku. Jego głównym instrumentem jest zainstalowany w 1875 roku teleskop Merza o montażu równikowym, który działa do tej pory.
W późniejszych latach zakres badań prowadzonych w obserwatorium uległ poszerzeniu – w 1891 roku w przylegającym do obserwatorium ogrodzie uruchomiono stację meteorologiczną, zaś około 1910 roku zainstalowano tu sejsmografy.

## Czasy współczesne
Ze względu na zanieczyszczenie świetlne obserwatorium straciło na znaczeniu naukowym, jednak nadal prowadzi się tu badania nad astrofizyką gwiazd, galaktykami, radioastronomią, fizyką Słońca i atmosfery ziemskiej oraz meteorologią. Obserwatorium prowadzi konferencje, kursy astronomii, a w sprzyjających warunkach także nocne publiczne obserwacje nieba. W 2011 roku w budynku obserwatorium otwarto muzeum astronomiczne, w którym oprócz instrumentów astronomicznych znajdują się sejsmografy i przyrządy meteorologiczne.

## Galeria

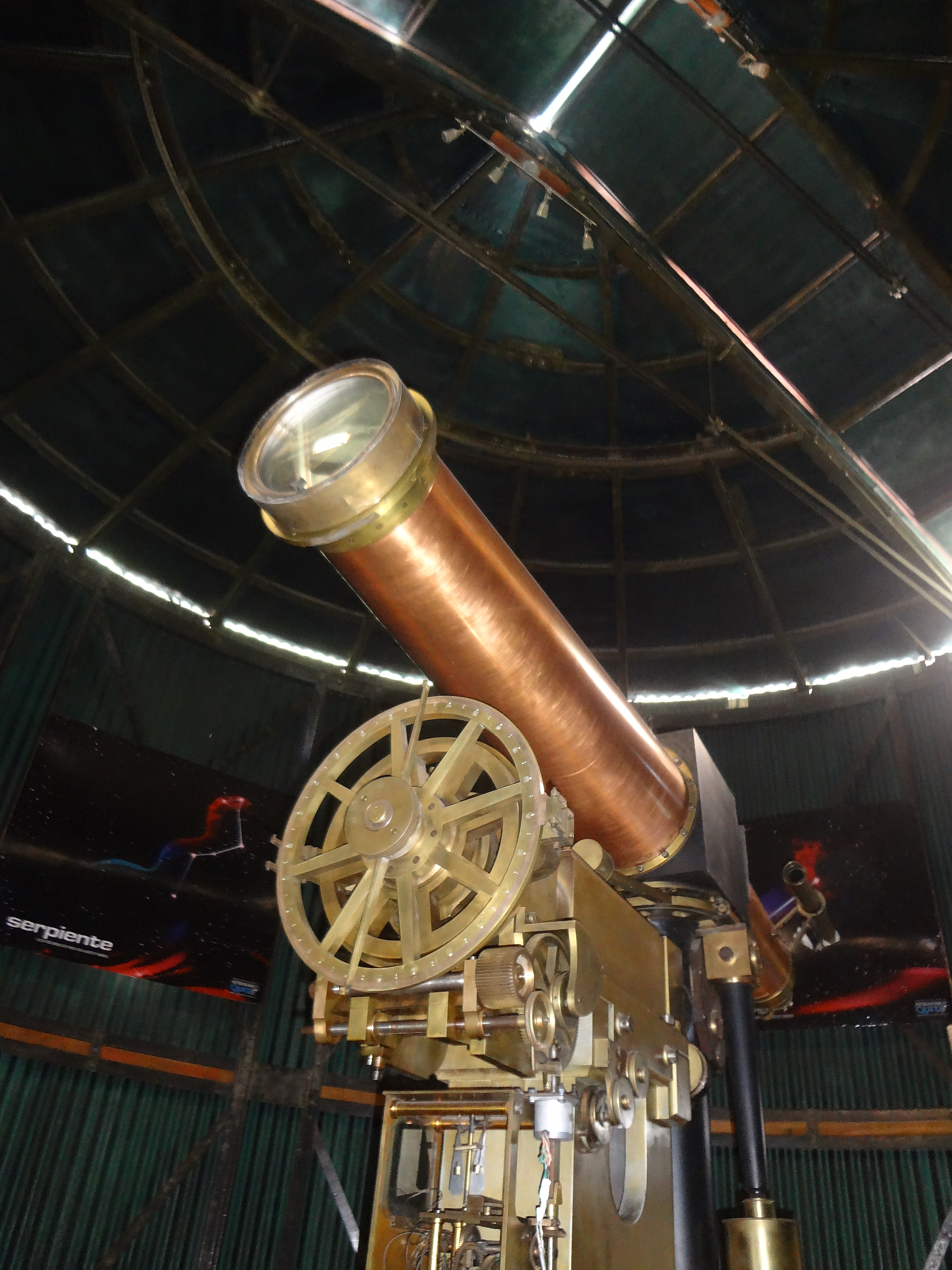
Teleskop Merza zainstalowany w 1875 roku (średnica obiektywu: 24 cm)
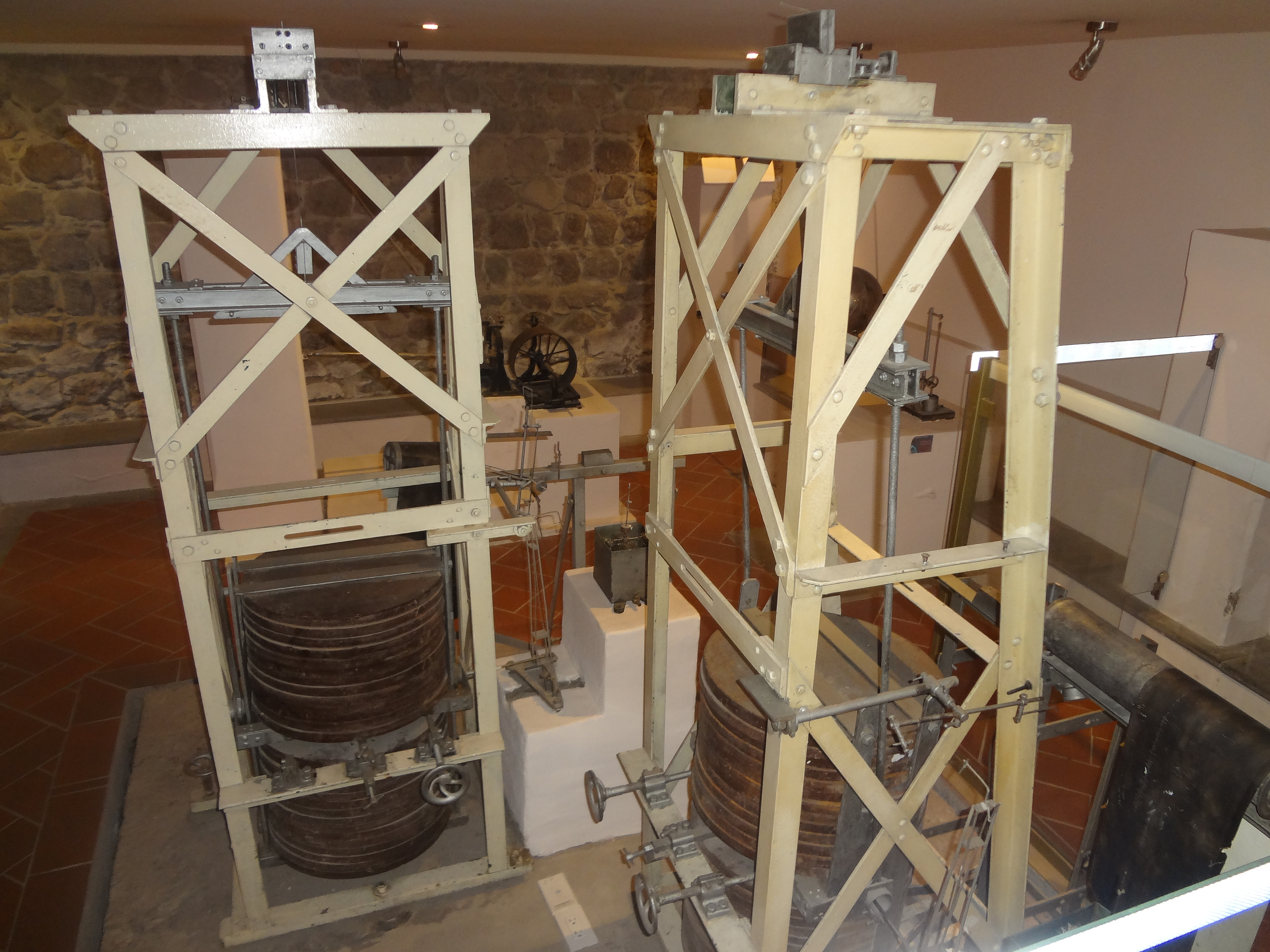
Zabytkowe sejsmometry